# BMW X5 (G05)
BMW G05/G18 — четвёртое поколение знаменитого среднеразмерного кроссовера BMW X5 немецкой компании BMW. Выпуск модели был начат в ноябре 2018 года в Европе. Одновременно с запуском новой модели с производства была снята предыдущая — F15.

## История
Официально BMW X5 четвёртого поколения был запущен в производство 6 июня 2018 года на платформе CLAR. Почти во всём мире автомобиль производится с полноприводной компоновкой xDrive, тогда как в США автомобиль производится с заднеприводной компоновкой sDrive. 
Во всех странах, кроме Европы, производится модель xDrive50i, тогда как в Европу поставляется модель M50i, которая в 2020 году в Северной Америке вытеснила с конвейера модель xDrive50i.
С августа 2019 года производится армейский вариант X5 Protection VR6, способный выстоять стрельбу из АК-47
С марта 2023 года производится X5 LCI,  рестайлинговая версия.

## Модификации
- BMW X5M[22]. Производится с 2019 года в Лос-Анджелесе[23][24][25].
- BMW xDrive45e. Гибридный автомобиль с подключаемым модулем xDrive45e[26][27].

В Китае с апреля 2022 года производятся модели G18 X5 xDrive30Li и xDrive40Li с колёсной базой, удлинённой до 3105 мм, и длиной, увеличенной до 5060 мм.

## Галерея

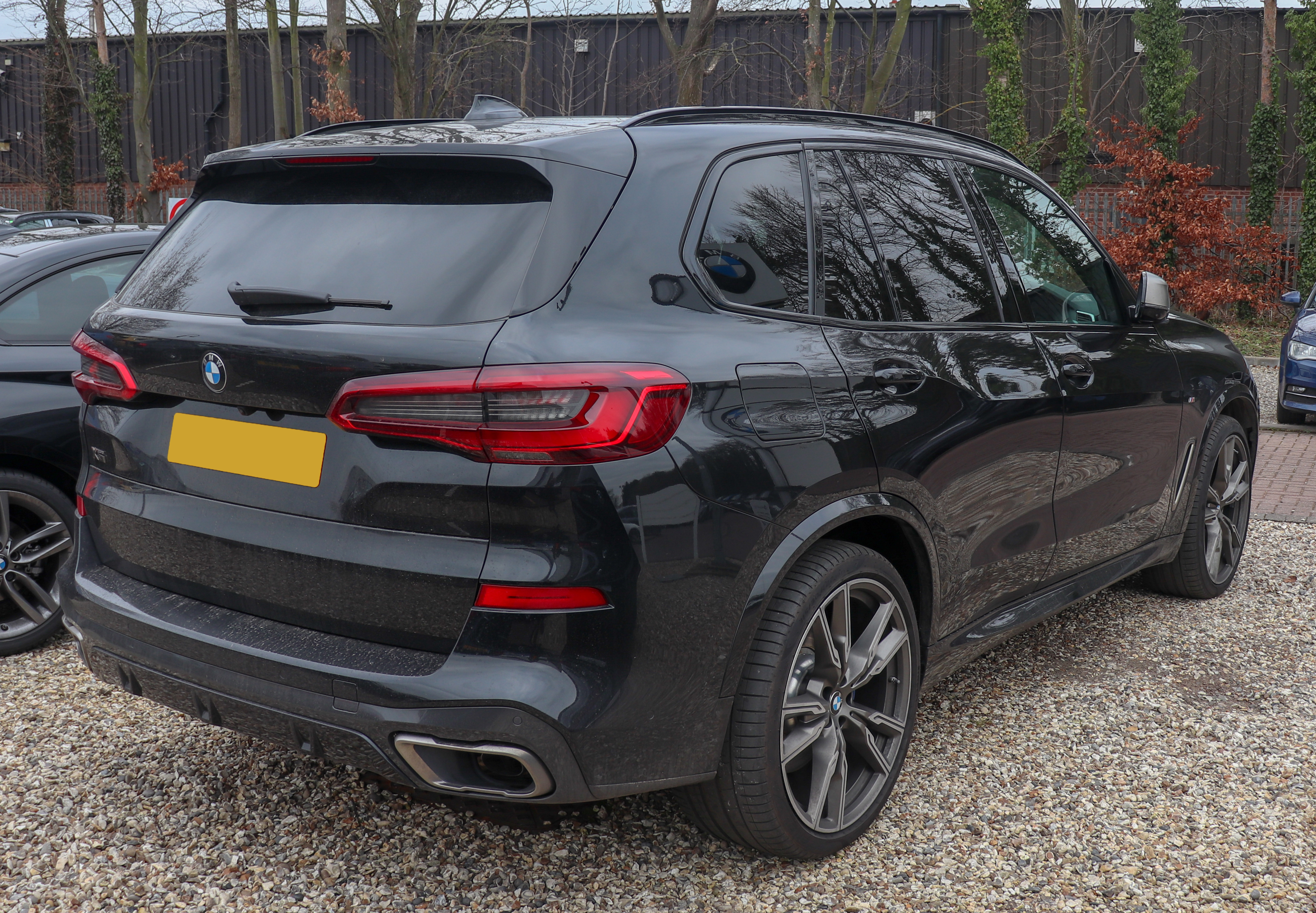
BMW X5 M50d
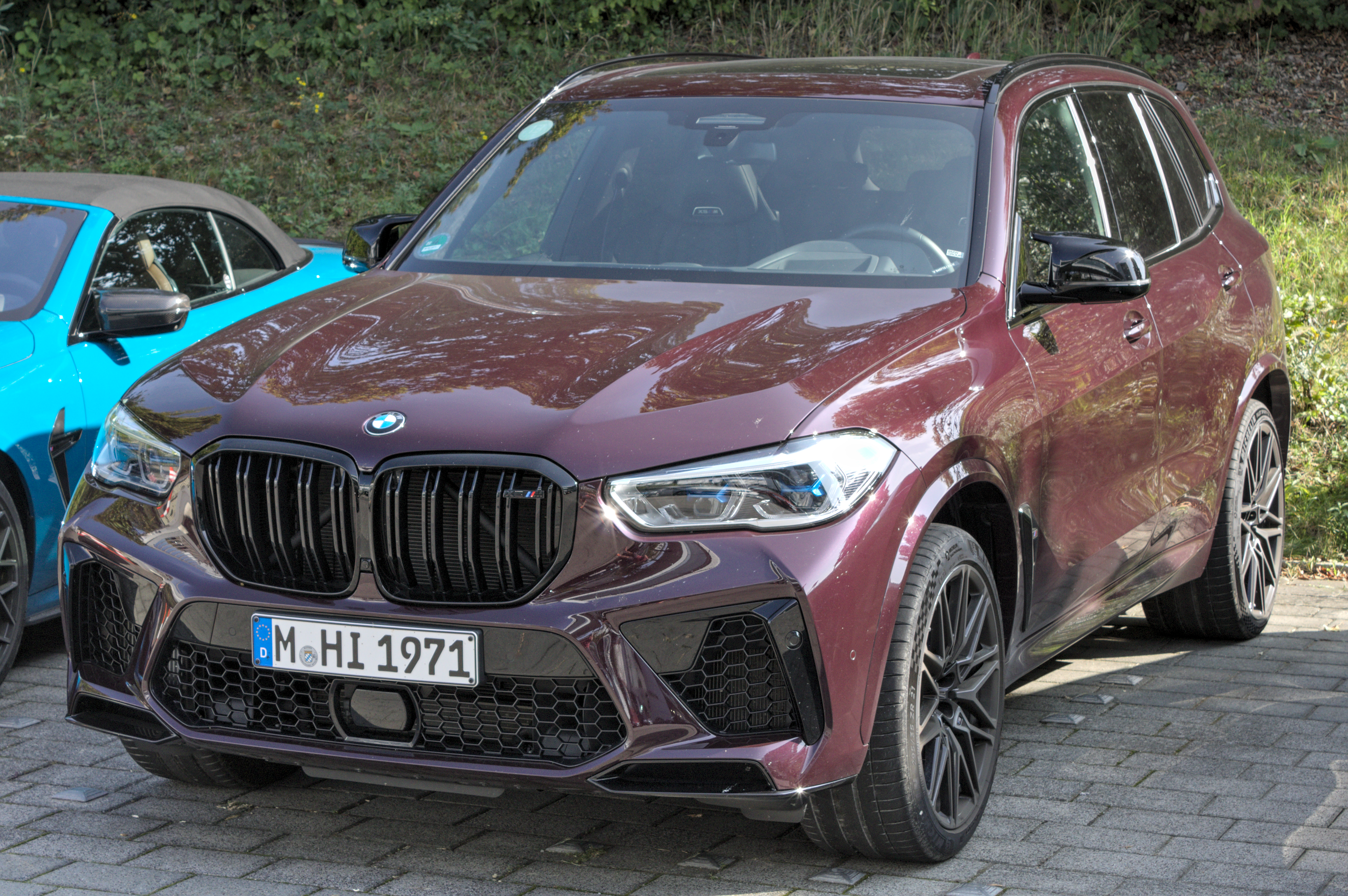
BMW X5M
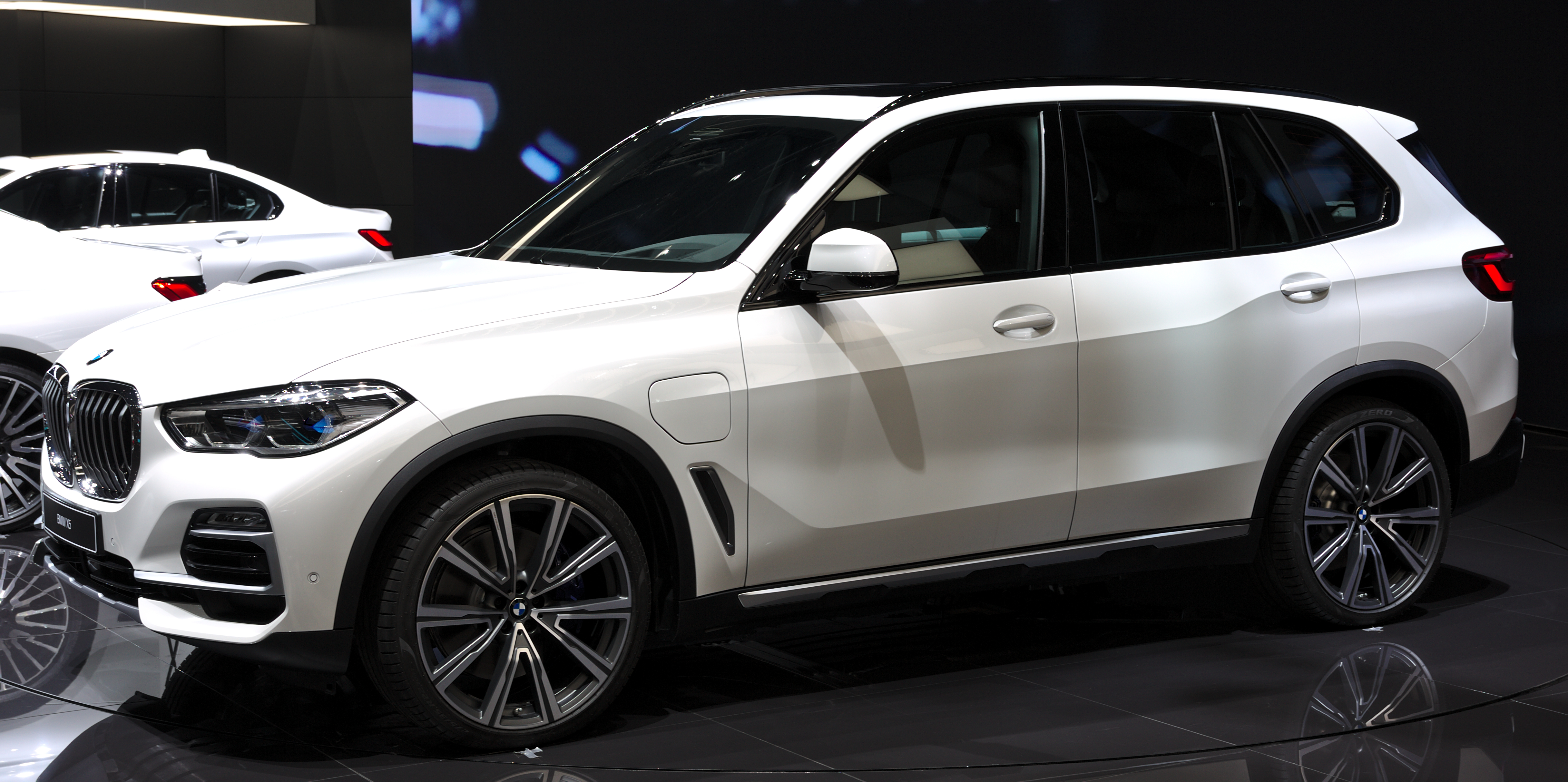
BMW xDrive45e
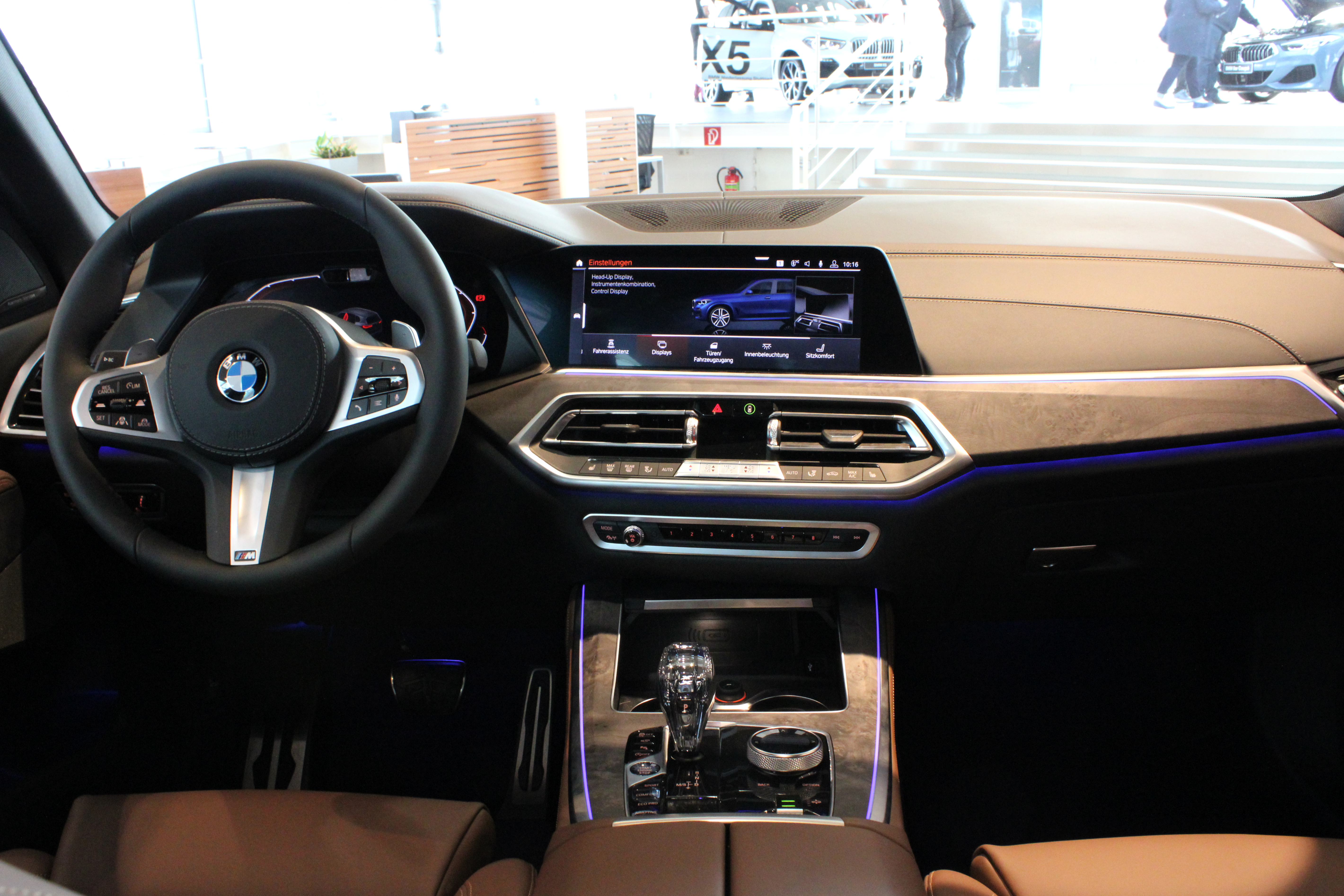
Место водителя
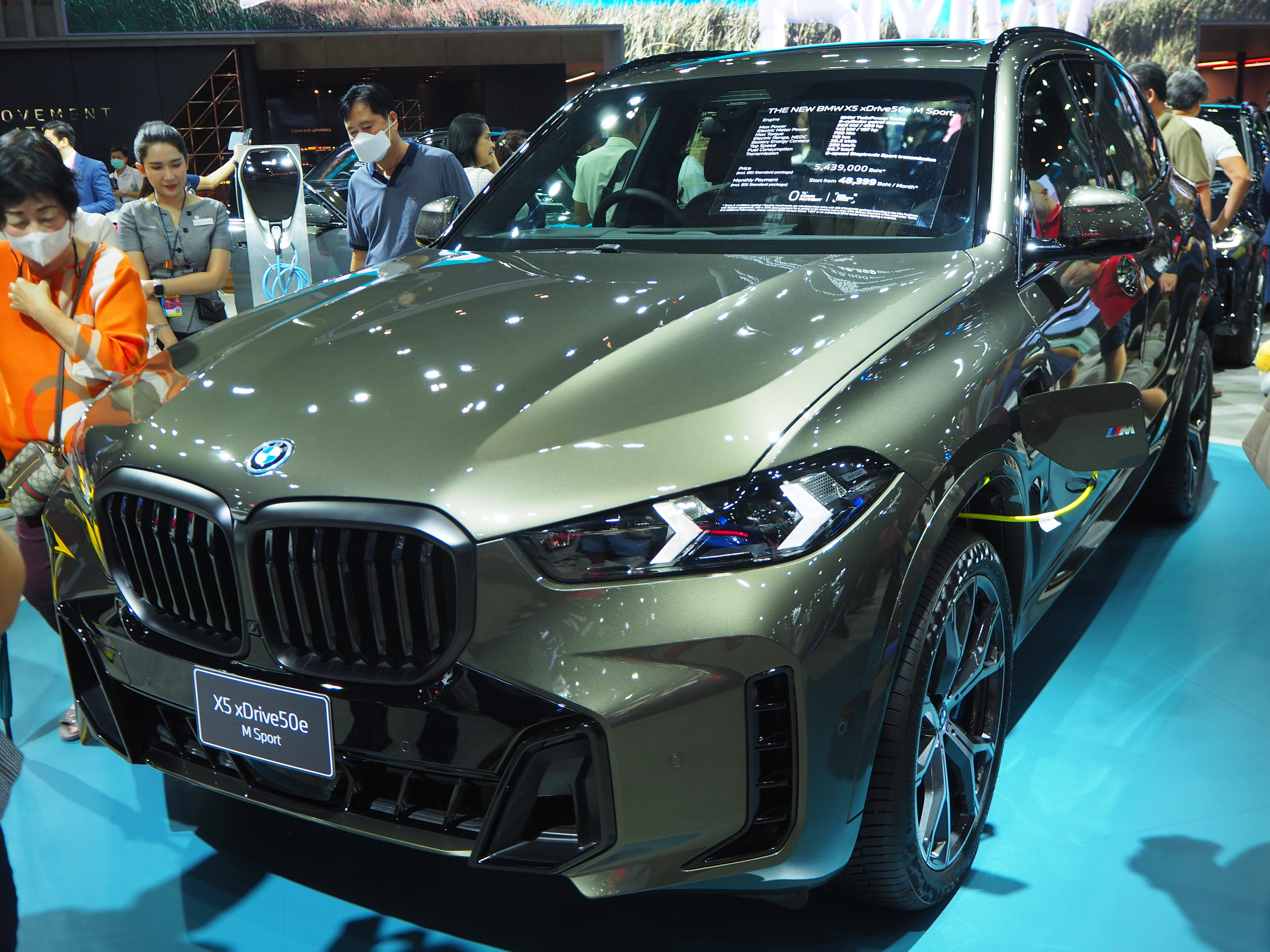
Рестайлинг
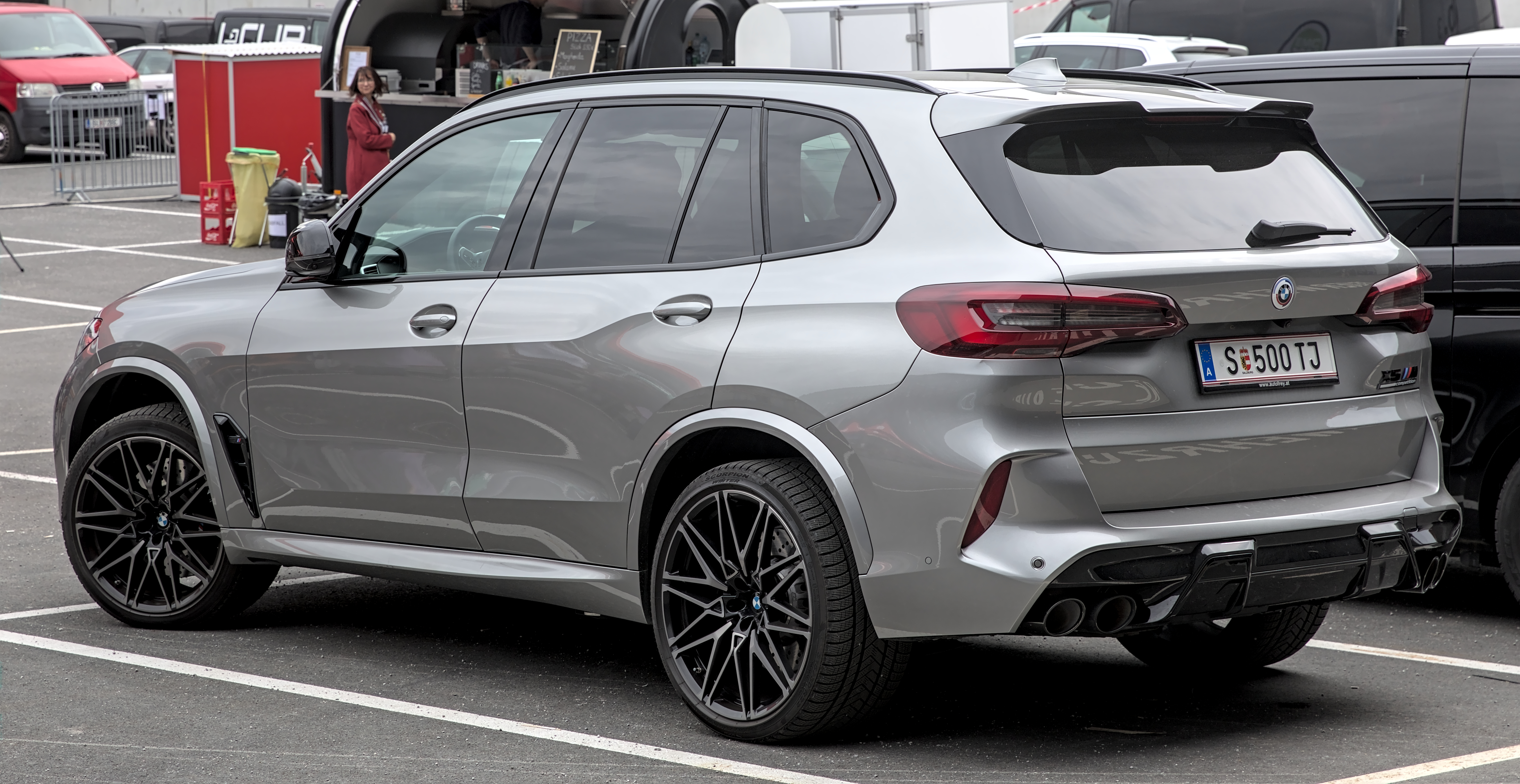
Вид сзади

## Двигатели

### Бензиновые двигатели внутреннего сгорания
| Модель           | Годы производства | Турбонаддув              | Мощность                                 | Крутящий момент              | Разгон до 100 км/ч (60 миль/ч) |
| ---------------- | ----------------- | ------------------------ | ---------------------------------------- | ---------------------------- | ------------------------------ |
| X5 xDrive30i     | С 2019            | BMW B48                  | 195 кВт (265 л. с.) при 5000—6000 об/мин | 400 Н*м при 1550—4500 об/мин | 6,9 сек.                       |
| X5 sDrive40i     | С 2019            | BMW B58                  | 250 кВт (340 л. с.) при 5500—6500 об/мин | 450 Н*м при 1500—5200 об/мин | 5,2 сек.                       |
| X5 xDrive40i     | 2018—2020         | BMW B58                  | 250 кВт (340 л. с.) при 5500—6500 об/мин | 450 Н*м при 1500—5200 об/мин | 5,5 сек.                       |
| X5 xDrive40i     | С 2021            | BMW B58                  | 245 кВт (333 л. с.) при 5500—6250 об/мин | 450 Н*м при 1600—4800 об/мин | 5,7 сек.                       |
| X5 xDrive45e     | С 2019            | BMW B58+электродвигатель | 290 кВт (394 л. с.) при 5500 об/мин      | 600 Н*м при 1500—5200 об/мин | 5,6 сек.                       |
| X5 xDrive50i     | 2018—2020         | BMW N63 (V8)             | 340 кВт (462 л. с.) при 5250 об/мин      | 650 Н*м при 1500—4750 об/мин | 4,7 сек.                       |
| X5 M50i          | С 2019            | BMW N63 (V8) V8          | 390 кВт (530 л. с.) при 5500—6000 об/мин | 750 Н*м при 1800—4600 об/мин | 4,3 сек.                       |
| X5 M             | С 2020            | BMW S63 (V8)             | 441 кВт (600 л. с.) при 6000-6600 об/мин | 750 Н*м при 1800—5860 об/мин | 3,9 сек.                       |
| X5 M Competition | С 2020            | BMW S63 (V8)             | 460 кВт (625 л. с.) при 6000-6600 об/мин | 750 Н*м при 1800—5860 об/мин | 3,8 сек.                       |

### Дизельные двигателивнутреннего сгорания
| Модель       | Годы производства | Турбонаддув | Мощность                            | Крутящий момент              | Разгон до 100 км/ч (60 миль/ч) |
| ------------ | ----------------- | ----------- | ----------------------------------- | ---------------------------- | ------------------------------ |
| X5 xDrive25d | С 2018            | BMW B47     | 170 кВт (228 л. с.)                 | 450 Н*м при 1500—3000 об/мин | 7,5 сек.                       |
| X5 xDrive30d | С 2018            | BMW B57     | 195 кВт (261 л. с.) при 4000 об/мин | 620 Н*м при 2000—2500 об/мин | 6,5 сек.                       |
| X5 xDrive40d | С 2018            | BMW B57     | 250 кВт (340 л. с.) при 4400 об/мин | 700 Н*м при 1750—2250 об/мин | 5,5 сек.                       |
| X5 M50d      | 2018—2020         | BMW B57     | 294 кВт (400 л. с.) при 4400 об/мин | 760 Н*м при 2000—3000 об/мин | 5,2 сек.                       |

### Водородные двигатели
| Модель       | Годы производства | Двигатель | Мощность | Крутящий момент | Разгон до 100 км/ч (60 миль/ч) |
| ------------ | ----------------- | --------- | -------- | --------------- | ------------------------------ |
| iX5 Hydrogen | С 2022            |           |          |                 |                                |